# Трицелюлін
Трицелюлін (англ. MARVEL domain containing 2) – білок, який кодується геном MARVELD2, розташованим у людини на довгому плечі 5-ї хромосоми. Довжина поліпептидного ланцюга білка становить 558 амінокислот, а молекулярна маса — 64 168. Трицелюлін - це трансмембранний білок, що забезпечує утворення щільних контактів між трьома клітинами на відміну від клаудину, який діє між двома клітинами.
Цей білок має 4 трансмембранні домени та дві позаклітинні петлі довжиною, відповідно, 41 та 30 амінокислотних залишків та внутрішньоклітинну петлю між трансмембранними доменами 2 і 3, а також N-кінцевий та С-кінцевий цитоплазматичні домени довжиною, відповідно, 187 та 193 амінокислотних залишків. Трицелюліни відносять до TAMPs (англ. Tight Junction-associated MARVEL proteins) — білків, що включають MARVEL домен. Білки ZO (ZO-1, ZO-2 і ZO-3)взаємодіють один з одним і сполучають трицелюлін з актиновим цитоскелетом та рекрутують сигнальні білки. Відомо чотири ізоформи трицелюліну, з них найбільш вивчена TRIC-a.
| 10         |  | 20         |  | 30         |  | 40         |  | 50         |
| ---------- |  | ---------- |  | ---------- |  | ---------- |  | ---------- |
| MSNDGRSRNR |  | DRRYDEVPSD |  | LPYQDTTIRT |  | HPTLHDSERA |  | VSADPLPPPP |
| LPLQPPFGPD |  | FYSSDTEEPA |  | IAPDLKPVRR |  | FVPDSWKNFF |  | RGKKKDPEWD |
| KPVSDIRYIS |  | DGVECSPPAS |  | PARPNHRSPL |  | NSCKDPYGGS |  | EGTFSSRKEA |
| DAVFPRDPYG |  | SLDRHTQTVR |  | TYSEKVEEYN |  | LRYSYMKSWA |  | GLLRILGVVE |
| LLLGAGVFAC |  | VTAYIHKDSE |  | WYNLFGYSQP |  | YGMGGVGGLG |  | SMYGGYYYTG |
| PKTPFVLVVA |  | GLAWITTIII |  | LVLGMSMYYR |  | TILLDSNWWP |  | LTEFGINVAL |
| FILYMAAAIV |  | YVNDTNRGGL |  | CYYPLFNTPV |  | NAVFCRVEGG |  | QIAAMIFLFV |
| TMIVYLISAL |  | VCLKLWRHEA |  | ARRHREYMEQ |  | QEINEPSLSS |  | KRKMCEMATS |
| GDRQRDSEVN |  | FKELRTAKMK |  | PELLSGHIPP |  | GHIPKPIVMP |  | DYVAKYPVIQ |
| TDDERERYKA |  | VFQDQFSEYK |  | ELSAEVQAVL |  | RKFDELDAVM |  | SRLPHHSESR |
| QEHERISRIH |  | EEFKKKKNDP |  | TFLEKKERCD |  | YLKNKLSHIK |  | QRIQEYDKVM |
| NWDVQGYS   |  |            |  |            |  |            |  |            |

A: Аланін

C: Цистеїн

D: Аспарагінова кислота

E: Глутамінова кислота

F: Фенілаланін

G: Гліцин

H: Гістидин

I: Ізолейцин

K: Лізин

L: Лейцин

M: Метіонін

N: Аспарагін

P: Пролін

Q: Глутамін

R: Аргінін

S: Серин

T: Треонін

V: Валін

W: Триптофан